# Muerte por ventilador

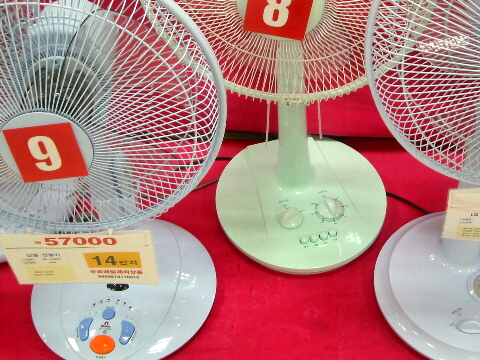
Debido al miedo causado por un ventilador en funcionamiento, los modelos vendidos en Corea del Sur vienen con una función de temporizador que los apaga después de una cierta cantidad de minutos.

La muerte por ventilador es la creencia coreana de que una persona que duerma en una habitación herméticamente cerrada con un ventilador eléctrico en marcha resulte muerta. Aunque no hay casos que confirmen dicho fenómeno, se trata de una leyenda urbana que hasta el día de hoy sigue formando parte del imaginario colectivo de Corea del Sur.

## Origen de la leyenda
No hay un origen claro acerca de la leyenda, pero se han constatado temores acerca de los ventiladores eléctricos prácticamente desde su introducción en Corea del Sur. En la década de 1920 y 1930 ya se alertaba de los riesgos de dicho aparato, entre los que se incluyen náuseas, asfixia y parálisis facial.
Existe una teoría conspirativa que asegura que el propio gobierno de Corea del Sur creó y perpetuó el mito como propaganda para tratar de frenar el consumo energético de los hogares durante la crisis energética de la década de 1970, que casualmente coincidió con el gobierno del presidente Park Chung-hee, quien mencionó la modernización y autosuficiencia de la economía surcoreana como los objetivos principales en su Plan de Desarrollo Económico en cinco años. Algunos informes hablan de que las primeras muertes por ventilador se registraron en la década de 1970.

## Posibles causas
Existen múltiples teorías acerca de la causa de la muerte.

### Hipotermia
La hipotermia se produce cuando el cuerpo posee una temperatura anormalmente baja debido a una incorrecta termorregulación. A medida que el metabolismo se ralentiza por la noche, el cuerpo se muestra más sensible a cambios de temperatura y por consiguiente más propenso a una posible hipotermia. Los defensores de esta teoría creen que un ventilador funcionando durante toda una noche en una habitación cerrada, puede llegar a disminuir la temperatura ambiente hasta el punto de provocar una hipotermia en la persona.
Numerosas pruebas han demostrado que los ventiladores son incapaces de causar un descenso en la temperatura de una habitación. En todo caso, el único cambio de temperatura que un ventilador podría producir sería un ligero e imperceptible aumento de temperatura debido a la fricción de las aspas y al calor que el propio motor del ventilador emite. De hecho los ventiladores consiguen rebajar la temperatura corporal incrementando la convección alrededor del cuerpo de una persona de forma que el calor fluye por la habitación más fácilmente, así como por la vaporización del sudor que se evapora del cuerpo. No hay estudios científicos que aseguren que este efecto pueda causar hipotermia, a menos que la temperatura de la habitación ya fuera extremadamente baja. La percepción del calor y el frío que los humanos tenemos difiere de las mediciones objetivas, de esta forma se explican fenómenos como la sensación térmica. El movimiento del aire procedente de los ventiladores tiene un efecto similar al del viento soplando en nuestra piel.

### Asfixia
Según los defensores de esta teoría, los ventiladores podrían causar asfixia debido a la sustitución del oxígeno por dióxido de carbono provocando finalmente la intoxicación. En el proceso humano de respiración, el aire fresco inhalado es exhalado con una concentración menor de oxígeno ({\displaystyle {\ce {O_2}}}) y una mayor concentración de dióxido de carbono ({\displaystyle {\ce {CO_2}}}), causando una paulatina reducción de {\displaystyle {\ce {O_2}}} y un incremento de {\displaystyle {\ce {CO_2}}} en una habitación sin ventilación alguna.

## Peligro real
La Agencia de Protección Ambiental de Estados Unidos no advierte que la utilización de un ventilador pueda resultar letal, aunque sí desaconseja su uso en habitaciones cerradas durante días cuya temperatura sobrepase los 37 °C. Aunque el movimiento del aire sea mayor, facilitando así la evaporación del sudor, el hecho de que el aire ambiental sea más caliente que la temperatura corporal incrementa el estrés por calor en el cuerpo, y puede acelerar la aparición de agotamiento por calor, así como otras condiciones perjudiciales para la salud. Sin embargo, dicha agencia aprueba el uso del ventilador en una habitación cerrada siempre y cuando la temperatura de la misma no supere los 32 °C.

## Cobertura de los medios
Todos los veranos, importantes fuentes de información surcoreanas informan regularmente de casos de muerte por ventilador. Un caso típico es este extracto del 4 de julio de 2011, del periódico The Korea Herald:

Un hombre ha resultado muerto en la mañana del lunes después de haber dormido con un ventilador eléctrico en funcionamiento durante toda la noche. La víctima, de 59 años de edad, y conocida por su sobrenombre, Min, fue hallado muerto con el ventilador apuntándolo directamente.

Sin embargo, el mismo artículo también menciona que «no se hallaron evidencias» de que el ventilador tuviera relación alguna con la muerte.